# Banca Caripe
La Banca Caripe (precedentemente chiamata Cassa di Risparmio di Pescara e di Loreto Aprutino) è stata una banca nata a Loreto Aprutino nel 1871.
Nel corso degli anni '50 Pescara diventa sede centrale della cassa di risparmio.

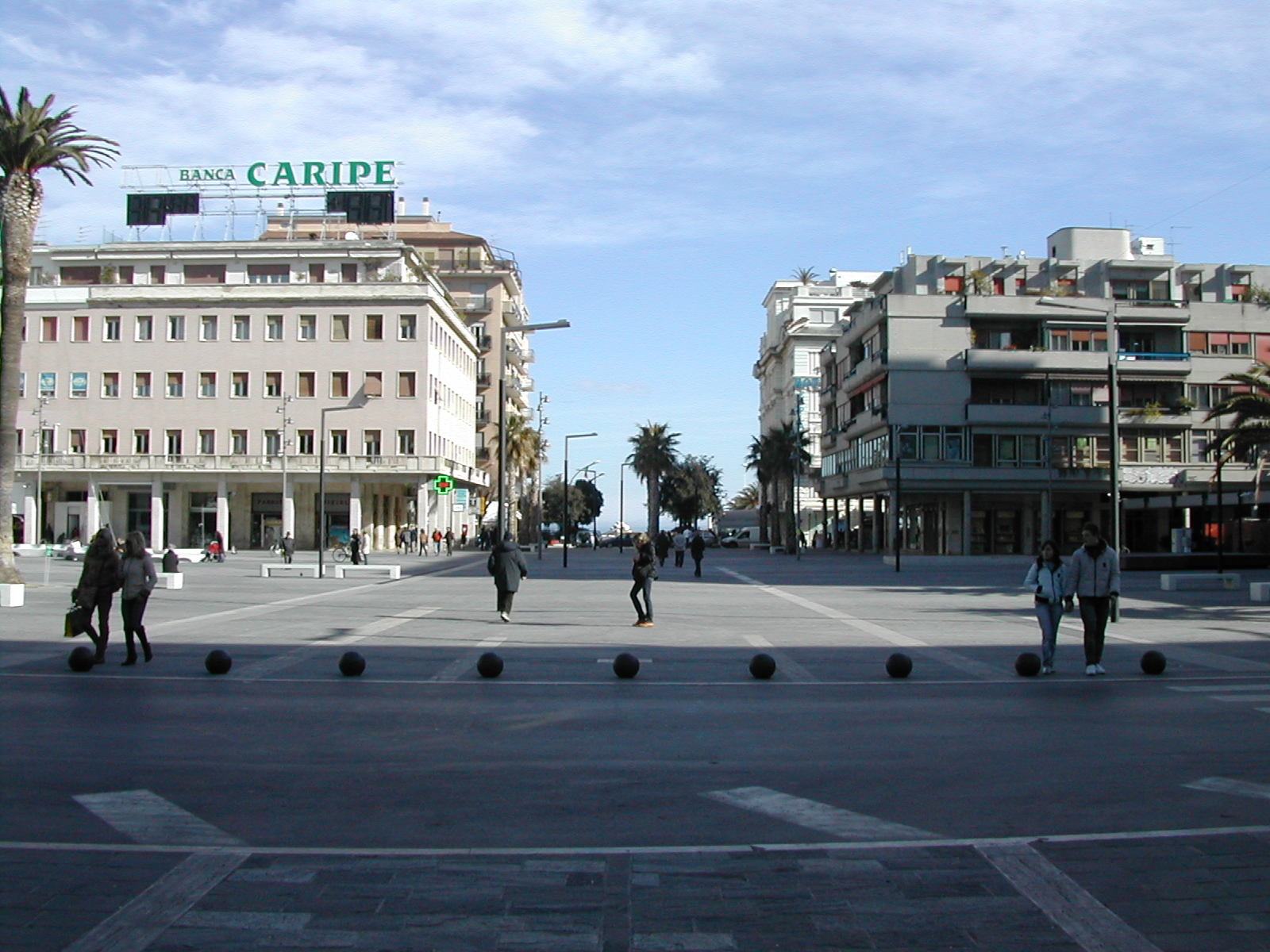
Logo Caripe in piazza Salotto

Dopo essere per breve tempo integrata in Banco Popolare, dal 2011 fa parte del Gruppo Tercas (Cassa di Risparmio di Teramo), e ne segue i destini venendo fusa in Banca Popolare di Bari.

## Sedi
Il palazzo che fu la prima sede, era l'attuale sede della Maison des Arts sul corso Umberto I a Pescara. Negli anni '30 un'altra sede, tuttora esistente, fu il palazzo in stile razionalista sul corso Vittorio Emanuele, vicino al Palazzo delle Poste.
Diverse sono le sedi a Pescara, quella storica è in corso Vittorio Emanuele. Le altre principali sedi abruzzesi sono a Loreto Aprutino nel palazzo Cassa di Risparmio degli anni '30, a Montesilvano, Francavilla al Mare, Teramo e Lanciano.